# Adevărata glorie
Adevărata glorie (Bound for Glory) este un film biografic dramatic american din 1976 regizat de Hal Ashby. Scenariu este bazat pe romanul autobiografic omonim din 1943, presărat cu elemente fictive, al cântărețului american de muzică folk Woody Guthrie (1912–1967). 
Adevărata glorie a fost primul film în care operatorul-inventator Garrett Brown a folosit noua sa cameră Steadicam pentru filmările în mișcare.  
Prin aceasta, directorul de imagine Haskell Wexler a câștigat Premiul Oscar pentru cea mai bună imagine la 49th Academy Awards.

## Descriere
În timpul Dust Bowlului din perioada Marii Depresii(criza economică a SUA, între 1929-1941) a anilor 1930, Woody nu reușește nici cum să-și întrețină familia ca pictor de firme și cântăreț ocazional prin tavernele din Pampa, Texas. Mereu auzind lucruri nemaipomenite despre California, se decide să se alăture migranților spre vest, spre acea Californie unde ziceau că dacă seara puneai o sămânță în pământ, a doua zi puteai să culegi deja roadele. Fără să îi spună ceva soției sale Mary, pleacă făcând autostopul sau cățărat pe vagoanele de marfă, împreună cu alți hobos.  Woody descoperind realitatea crudă și viața amară a culegătorilor de fructe veniți să lucreze în California, se alătură lui Ozark Blue să lupte și să îi sprijine pe aceștia prin cântecele lor.  El devine celebru cântăreț la radio împreună cu partenerul său Ozark și cu Memphis Sue, luptând pentru cauza acestor muncitori nevoiași. Între timp se dezvoltă o relație romantică între el și Pauline, tocmai înainte de sosirea în California a familiei sale. Refuzurile sale de a accepta practicile din domeniul muzical cât și obsesia cauzei muncitorilor din tabăra de lucru, încep să pericliteze viața de familie cât și a carierei de cântăreț care începuse să fie în ascendență. Se decide astfel, să plece la New York și să cânte pentru oameni.

## Distribuție
- David Carradine – Woody Guthrie
- Ronny Cox – Ozark Bule
- Melinda Dillon – Mary / Memphis Sue
- Gail Strickland – Pauline
- Randy Quaid – Luther Johnson
- John Lehne – Locke
- Ji-Tu Cumbuka – Slim Snedeger
- Elizabeth Macey – Liz Johnson
- Susan Vaill – Gwen Guthrie
- Wendy Schaal – Mary Jo Guthrie - sora lui Woody
- Guthrie Thomas – George Guthrie, fratele lui Woody
- Bernie Kopell –  Agent lui Woody
- Mary Kay Place – Sue Ann, fata din bar

## Melodii din film (selecție)
Următoarele titluri sunt extrase din postgenericul filmului:
Din repertoriul lui Woody Guthrie
| - Curly Headed Baby - So Long (It’s Been Good To Know Yuh) - Taking it Easy - Talking Dust Bowl Blues - I Ain't Got No Home In This World Anymore - Hard Travelin’ - Lonsome Valley - Union Maid - How Dido - Deportee (Plane Wreck at Los Gatos) | - This Land is Your Land - Pastures of Plenty - Gypsy Davy - Tom Joad - Blowin' Down the Dusty Old Road - This Train Is Bound For Glory - Oklahoma Hils - The Sinking of the Reuben James - Roll on, Columbia |

Din repertoriul altor interpreți
- California Water Tastes like Cherry Wine
- Hobo’s Lullaby
- Woody and Memphis Sue
- I'm In The Mood For Love

Folk tradițional (din domeniul public)
| - 900 Miles - Boil Them Cabbage Down - Columbus Stockade Blues | - Pie in the Sky - Ole Joe Clark - Wreck of the Old Ninety Seven | - Coming Round the Mountain - Down in the Valley |

Din înregistrările altor interpreți
| - Odetta - Will Geer | - Arlo Guthrie - The Weavers | - Country Joe McDonald - Judy Collins |

## Premii și nominalizări
Premii
- 1976: Premiul Oscar pentru cea mai bună imagine (Haskell Wexler)
- 1976: Premiul Oscar pentru cea mai bună coloană sonoră (Leonard Rosenman)

Nominalizări
- 1976: Cel mai bun film
- 1976: Premiul Oscar pentru cel mai bun scenariu adaptat
- 1976: Cele mai bune costume
- 1976: Premiul Oscar pentru cel mai bun montaj

## Legături externe
- Bound for Glory la Internet Movie Database
- Hal Ashby article at Senses of Cinema
- Bound for Glory trailer pe YouTube
- Documentar BBC despre Woody Guthrie